# فيرغوس موراي
فيرغوس موراي (بالإنجليزية: Fergus Murray) هو عداء مسافات طويلة بريطاني، ولد في 11 سبتمبر 1942 في دندي في المملكة المتحدة.

## وصلات خارجية
- فيرغوس موراي على موقع أوليمبيديا (الإنجليزية)
- فيرغوس موراي على موقع اللجنة الأولمبية البريطانية (الإنجليزية)